# Bronzes de Botorrita
Els bronzes de Botorrita són quatre plaques de bronze inscrites procedents del jaciment del Cabezo de las Minas (Botorrita, Saragossa). El primer, el tercer i el quart bronze contenen textos en llengua i escriptura celtibèrica (variant oriental), mentre que el segon conté un text en llengua i escriptura llatina. El jaciment del Cabezo de las Minas s'identifica amb la ciutat de Contrebia Belaisca, atès que apareix citada en el segon bronze com el lloc on s'ha realitzat l'acte que es descriu (Contrebiae Balaiscae) i que també es citada en una téssera celtibèrica com a origen de l'individu citat (Tessera Fröhner: kontebias belaiskas), en monedes de bronze dels ss. II i I aC com a seca (Kontebakom bel) i en fonts antigues, en particular com a Mansio en un itinerari (Ravenate: Contrebia). El quatre bronzes es troben actualment dipositats al Museu de Saragossa.

## El primer bronze

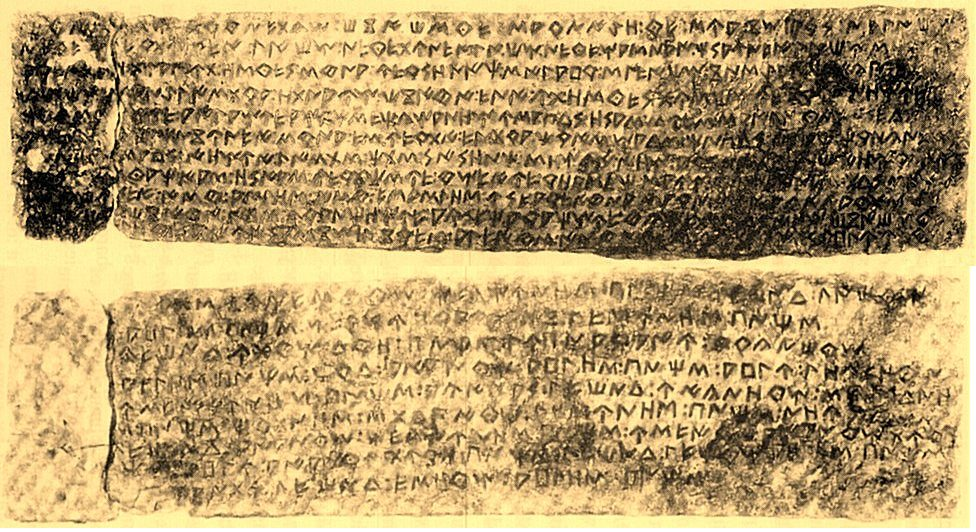
Primer bronze de Botorrita I

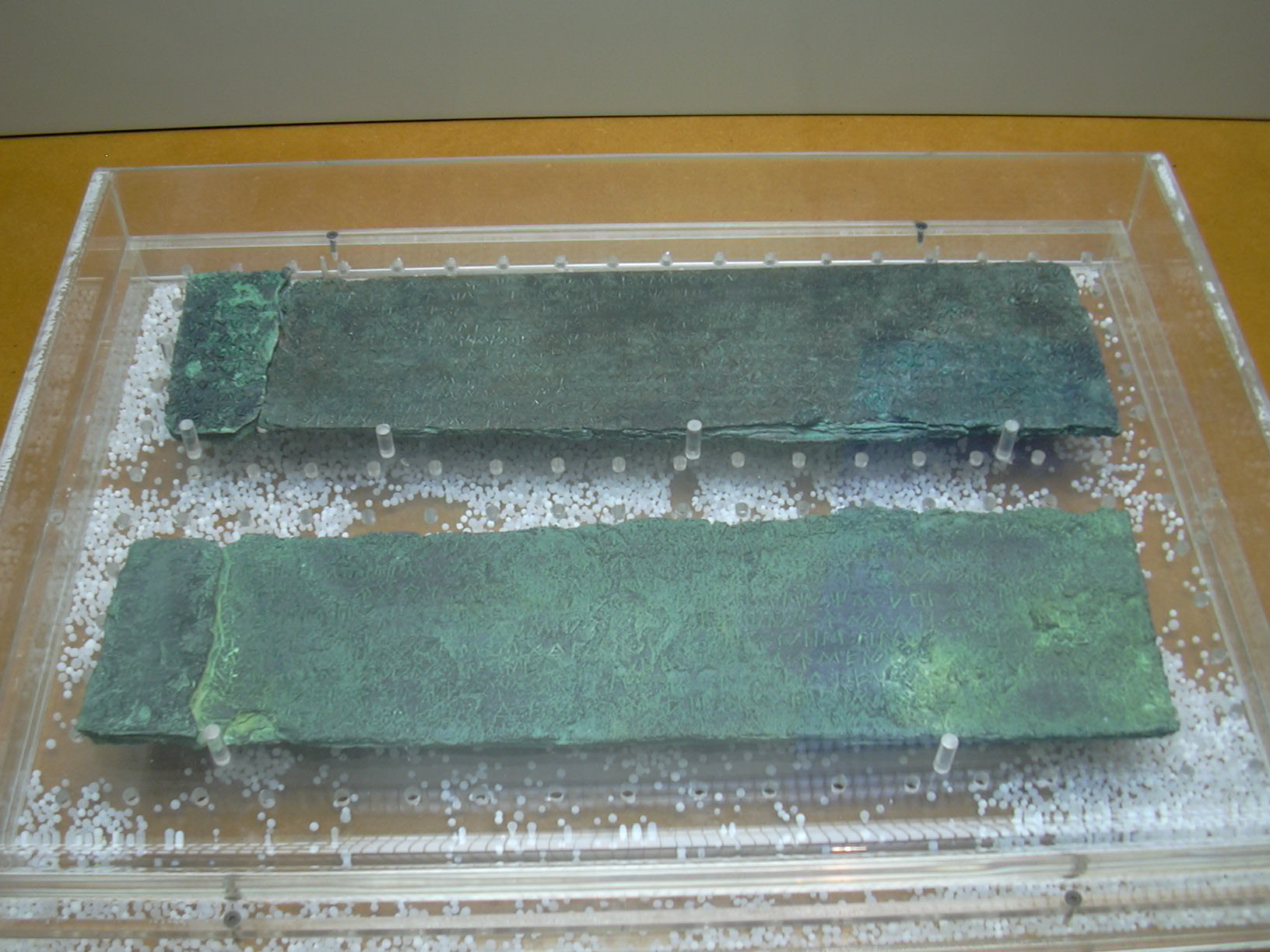
Primer bronze de Botorrita (Museu de Saragossa). A dalt l'autèntic i a sota la còpia.

El primer bronze de Botorrita (1970) té unes dimensions de 40,5 x 9,5-10,5 cm i conté un text en llengua i escriptura celtibèrica (variant oriental) distribuït en onze línies a la cara A i nou línies a la cara B. Va aparèixer en dos fragments en el context d'una casa tardorepublicana, però en estrats diferents, cosa que fa pensar que aquest no era el seu context original. La posició invertida del text de la cara B respecte del text de la cara A i la disposició del text de la cara B que deixa quasi exempt el fragment petit ha fet pensar en algun mecanisme d'exposició que permetés la rotació de la placa sobre si mateixa i que fos la causa de la fractura. No hi ha acord entre els investigadors sobre el significat concret del text de la cara A, però sí sobre el seu caràcter legal. El text de la cara B és més transparent, atès que es tracta d'una relació de fórmules onomàstiques que identifiquen a catorze individus, probablement els magistrats responsables del text de la cara A, tot i que la transcripció de l'element que es repeteix per cadascun dels individus és conflictiva: bintis interpretat com a indicació de magistratura (lectura tradicional) o bé kentis, interpretat com a marca de filiació (Velaza 1999).
A.1. tirikantam : berkunetakam : tokoitoskue : sarnikio (:) kue : sua : kombalkez : nelitom
A.2. nekue [: to : u]ertaunei : litom : nekue : taunei : litom : nekue : masnai : tizaunei : litom : soz : auku
A.3. aresta[lo] : tamai : uta : oskues : stena : uerzoniti : silabur : sleitom : konskilitom : kabizeti
A.4. kantom [:] sankilistara : otanaum : tokoitei : eni : uta : oskuez : boustomue : koruinomue
A.5. makasiamue : ailamue : ambitiseti : kamanom : usabituz : ozas : sues : sailo : kusta : bizetuz : iom
A.6. asekati : [a]mbitinkounei : stena : es : uertai : entara : tiris : matus : tinbituz : neito : tirikantam
A.7. eni : oisatuz : iomui : listas : titas : zizonti : somui : iom : arznas : bionti : iom : kustaikos
A.8. arznas : kuati : ias : ozias : uertatosue : temeiue : robiseti : saum : tekametinas : tatuz : somei
A.9. enitouzei : iste : ankios : iste : esankios : uze : areitena : sarnikiei : akainakubos
A.10. nebintor : tokoitei : ios : uramtiomue : auzeti : aratimue : tekametam : tatuz : iom : tokoitoskue
A.11. sarnikiokue : aiuizas : kombalkores : aleites : iste : ires : ruzimuz : abulu : ubokum
B.1. lubos : kounesikum : melmunos : kentis : letontu : litokum
B.2. abulos : kentis : melmu : barauzanko : lesunos : kentis
B.3. letontu : ubokum : turo : kentis : lukenaz : aiu : berkantikum
B.4. abulos : kentis : tirtu : aiankum : abulos : kentis : abulu : louzokum
B.5. useizunos : kentis : akainaz : letontu : uikanokum : suostuno
B.6. s : kentis : tirtanos : statulikum : lesunos : kentis : nouantutas
B.7. letontu : aiankum : melmunos : kentis : useizu : aiankum : tauro
B.8. kentis : abulu : aiankum : tauro : kentis : letontu : letikum : abulos : kentis
B.9. ]ukontaz : letontu : esokum : abulos : kentis
(Transcripció de Jordán, 2004: versió kentis)

## El segon bronze
El segon bronze de Botorrita (1979), conegut també com tabula Contrebiensis, té unes dimensions de 20,8 x 43,8 cm i conté un text distribuït en vint línies només per una cara. Va aparèixer fruit de recerques clandestines a la part alta del jaciment i, per tant, no es coneix el seu context arqueològic. A diferència dels altres tres bronzes que estan redactats en llengua i escriptura celtibèrica, aquest està redactat en llatí, cosa que permet conèixer el seu contingut sense problemes: recull el judici d'un plet que involucra tres ciutats, els salluienses (Salluie), els sosinestanos i els allavonenses (Alaun), per una canalització d'aigües que els primers volien realitzar en un terreny comprat als segons i sobre la qual els tercers no estaven d'acord. El senat de Contrebia Belaisca, ciutat no involucrada en el plet, va actuar d'àrbitre amb el beneplàcit de les autoritats romanes i va sentenciar a favor dels salluienses. El text acaba amb les fórmules onomàstiques que identifiquen els sis magistrats que van jutjar el plet i la dels defensors de cada causa. La data i el lloc de la sentència s'indiquen en la darrera línia: Contrebia Belaisca, el quinze de maig del 87 aC.
1. Senatus Contrebie[n]sis quei tum aderunt iudices sunto. Sei par[ret ag]rum quem Salluienses
2. [ab Sosinest]ane[is] emerunt rivi faciendi aquaive ducendae causa qua de re agitur Sosinestanos
3. [iure suo Sa]lluiensibus vendidisse inviteis Allavonensibus;tum sei ita [p]arret eei iudices iudicent
4. eum agrum qua de re agitur Sosinestanos Salluiensibus iure suo vendidisse; sei non parr[e]t iudicent
5. iur[e] suo non vendidi[sse.]
6.Eidem quei supra scriptei [sunt] iudices sunto. Sei Sosinestana ceivitas esset, tum, qua Salluiensis
7. novissume publice depalarunt qua de re agitur, sei [i]ntra eos palos Salluiensis rivom per agrum
8. publicum Sosinestanorum iure suo facere licere[t ] aut sei per agrum preivatum Sosinestanorum
9. qua rivom fieri oporteret rivom iure suo Salluie[n]sibus facere liceret dum quanti is a[ger] aestumatu[s]
10. esset,qua rivos duceretur, Salluienses pequniam solverent, tum, sei ita [p]arret, eei iudices iudicent
11. Salluiensibus rivom iure suo facere licer[e]; sei non parret iudicent iure suo facere non licere.
12.Sei iudicarent Salluiensibus rivom facere licere,tum quos magistratus Contrebiensis quinque
13. ex senatu suo dederit eorum arbitratu pro agro preivato q[u]a rivos ducetur Salluienses
14. publice pequniam solvonto. Iudicium addeixit C.Valerius C.f. Flaccus imperator.
15.Sentent[ia]m deixerunt: quod iudicium nostrum est qua de re agitur secundum Salluienses iudicamus. Quom ea res
16. ud[ic]atas[t mag]is[t]ratus Contrebienses heisce fuerunt: Lubbus Urdinocum Letondonis f. praetor; Lesso Siriscum
17. Lubbi f. [ma]gistratus; Babbus Bolgondiscum Ablonis f. magistratus; Segilus Annicum Lubi f. magistratus;
18. [--]atu[----]ulovicum Uxenti f. magistratus; Ablo Tindilicum Lubbi f. magistratus.Caussam Sallui[ensium]
19. defen[d]it ---]assius [-]eihar f. Salluiensis. Caussam Allavonensium defendit Turibas Teitabas f.
20. [Allavo]n[en]s[is]. Actum [C]ontrebiae Balaiscae eidibus Maieis, L. Cornelio Cn. Octavio consulibu[s].

## El tercer bronze

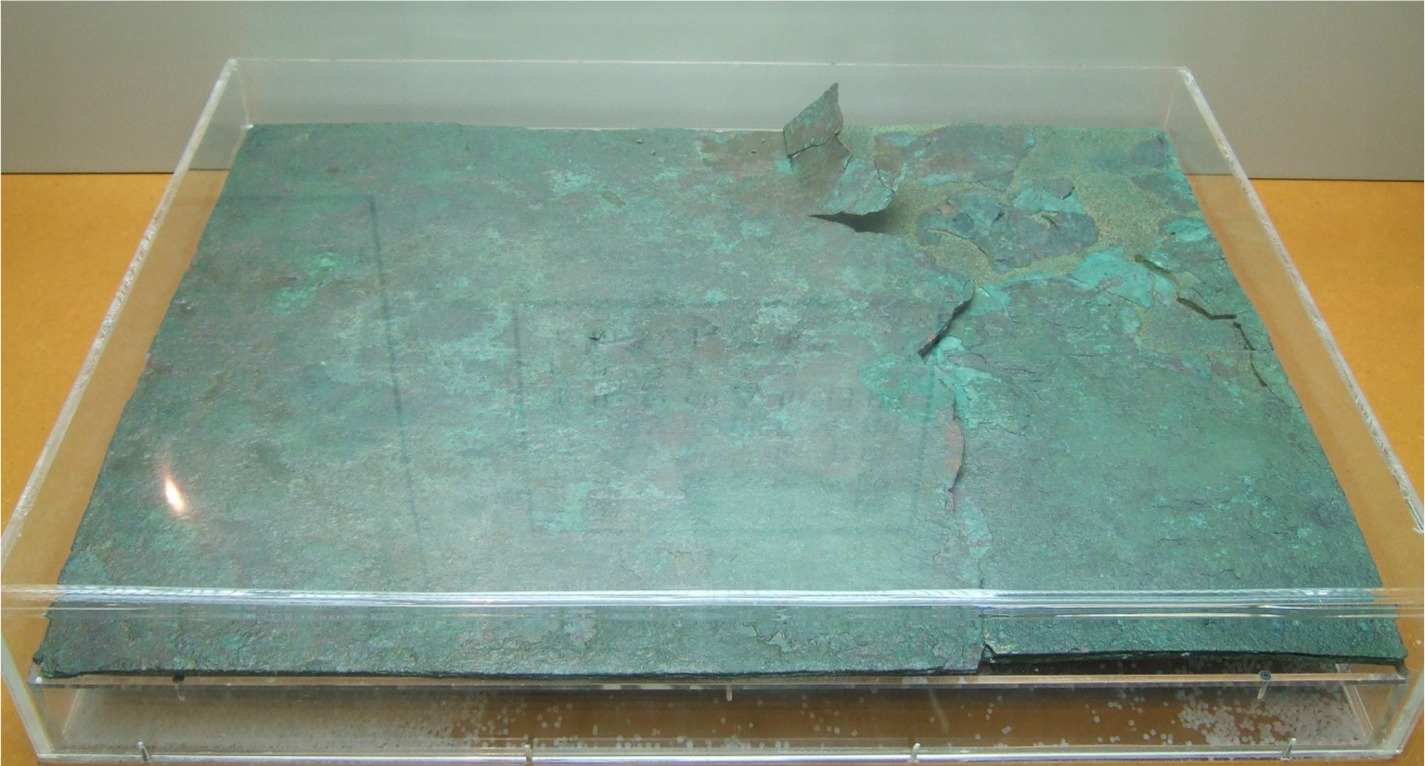
Tercer bronze de Botorrita (Museu de Saragossa)

El tercer bronze (1992) té unes dimensions de 52 x 73 cm i conté un text en llengua i escriptura celtibèrica (variant oriental) distribuït en un encapçalament de dues línies i quatre columnes en la mateixa cara, les tres primeres de seixanta línies i la quarta de quaranta línies. Va aparèixer en circumstàncies confuses de les que no es pot extreure informació arqueològica significativa. No hi ha acord entre els investigadors sobre el significat concret de les dues línies de l'encapçalament, però la resta del text és clara, atès que és una relació de fórmules onomàstiques corresponents a més de dos-cents individus.
01: risatioka : lestera : ia : tarakuai : nouiza : auzanto
02: eskeninum : taniokakue : soisum : albana
| 1.1: skirtunos : tirtanikum : l(---)       | 2.1: sekanos kolukokum : lukinos                      | 3.1: testios : turumokum               | 4.1: kainu : tirtobolokum           |
| 1.2: kontuzos : turos                      | 2.2: tirtanos                                         | 3.2: elku : suolakue                   | 4.2: stenion+ : turikainos          |
| 1.3: retukenos : statulu                   | 2.3: kentiskue : loukaniko uiriaskum                  | 3.3: tirtanikum : uiriaskum : mel(---) | 4.3: bolora : kentiskue : melmanzos |
| 1.4: mezukenos : koitina                   | 2.4: mezukenos : turanikum                            | 3.4: kinbiria : kentiskue : turikum    | 4.4: tiokenesos : uiriaskum         |
| 1.5: tueizu : uiroku                       | 2.5: elu : uiriaskum : launiku[.?];                   | 3.5: toloku : koitinakue : austunikum  | 4.5: kalaitos : mturiskum           |
| 1.6: munika : koitu : koitina              | 2.6: likinos : uiskikum                               | 3.6: stenu : bentilikum                | 4.6: burzu : karunikum              |
| 1.7: sekilos : toutinikum : me+(---)       | 2.7: letontu : auaskum                                | 3.7: burzu : bentilikum : ultatunos    | 4.7: burzu : abilikum : elazuno     |
| 1.8: ultia : uiriaskum : mel(---)          | 2.8: kasilos : atokum                                 | 3.8: koloutios : biniskum              | 4.8: litu : makeskokum              |
| 1.9: sura : matulokum                      | 2.9: usizu : abokum : titos                           | 3.9: antiokos : uiriaskum : melm(---)  | 4.9: mezukenos : kalisokum          |
| 1.10: elkua : raiokum                      | 2.10: burzu : kulukamikum                             | 3.10: elazunos : kaburikum             | 4.10: koitina : tirikantanko        |
| 1.11: buria : batokum                      | 2.11: akuia : sekiloskue : tirilokum                  | 3.11: arkanta : mezukenoskue : abokum  | 4.11: esueiku : ateskum             |
| 1.12: belsa : alasku[m] : mem(unos)        | 2.12: mezukenos : akikum : memun(os)                  | 3.12: arkanta : loukanikum             | 4.12: kalaitos : kustikum           |
| 1.13: elkua : ensikum : seko(---)          | 2.13: akuia : alaskum : memunos                       | 3.13: stena : ensikum : skirtunos      | 4.13: antiokos : kustikum           |
| 1.14: sekontios : loukanikum : aiu(---)    | 2.14: terkinos : austikum : eskutino                  | 3.14: burzu : betaskum                 | 4.14: kabutu : abokum               |
| 1.15: sura : uiriaskum : mel               | 2.15: koitina : abokum : useizunos                    | 3.15: koitu : samikum : melmanzo       | 4.15: anu : uiriaskum               |
| 1.16: stena : muturiskum : tirtu+(os).     | 2.16: tirtouios : turumokum                           | 3.16: sekontios : ubokum               | 4.16: kalaitos : muturiskum         |
| 1.17: sleitiu : karunikum : le(tontunos?)  | 2.17: elaukos : bentikum : rotenanko                  | 3.17: barnai : ensikum : skirtunos     | 4.17: akuia : albinokum             |
| 1.18: retukenos : ensikum                  | 2.18: elkuanos : muturiskum                           | 3.18: tetu : loukanikum                | 4.18: balakos : sekonzos            |
| 1.19: letontu : atokum                     | 2.19: terkinos : telazokum                            | 3.19: stena : uiriaskum                | 4.19: kara : kalatokum              |
| 1.20: bilinos : austikum                   | 2.20: akuia : statu : turaku : tueizunos / tetoku[m?] | 3.20: toloku : uiriaskum               | 4.20: arkanta : mailikum            |
| 1.21: belsu : uiriaskum                    | 2.21: mezukenos : elazunos                            | 3.21: arkanta : teiuantikum : tirtunos | 4.21: elazunos : albinokum          |
| 1.22: sekonzos : uiriaskum : me(---)       | 2.22: tirtukue : ailokiskum                           | 3.22: mizuku : tirtobolokum            | 4.22: bubilibor : uiriaskum         |
| 1.23: burzu : teiuantikum                  | 2.23: sekilos : mailikum                              | 3.23: retukeno : elkueikikum           | 4.23: usizu : uiriaskum             |
| 1.24: bulibos : turumokum : ul(ta)tu(nos?) | 2.24: letontu : ustitokum                             | 3.24: kentisum : tuateroskue           | 4.24: retukenos : telkaskum         |
| 1.25: letontu : mailikum                   | 2.25: turenta : kentiskue : ataiokum                  | 3.25: abaliu : berikakue : suaikinokum | 4.25: +ri a : belsu                 |
| 1.26: burzu : auikum                       | 2.26: koitina : uerzaizokum : kalmiku/m               | 3.26: uiroku : konikum : statulos      | 4.26: toloku : kurmi+iokum          |
| 1.27: melmanios : uiriaskum                | 2.27: elkuanos : kunikum                              | 3.27: aunia : beskokum                 | 4.27: anieskor : talukokum          |
| 1.28: karbelos : turumokum : ulta(tunos)   | 2.28: launikue : uiriaskum                            | 3.28: bilonikos : elokum : elkinos     | 4.28: s+[c3/4] alikum               |
| 1.29: likinos : uerzaizokum : mem(unos)    | 2.29: koitu : uerzaizokum : aias                      | 3.29: mezukenos : tirtobolokum         | 4.29: elkueiz : akikum              |
| 1.30: koitu : mailikum                     | 2.30: snaziuentos : ataiokum                          | 3.30: akuios : alikum                  | 4.30: raieni : uizuskikum           |
| 1.31: akuios : tetokum                     | 2.31: tais : uiriaskum                                | 3.31: tiriu : uiriaskum                | 4.31: urkala : austunikum           |
| 1.32: saluta : uizuskikum                  | 2.32: basaku : uiriaskum                              | 3.32: turtunazkue : kazarokuu          | 4.32: tama : ataiokum               |
| 1.33: burzu : uiskikum : le(tontun?)s      | 2.33: kalaitos                                        | 3.33: sleitiu : totinikum              | 4.33: retukenos : kustikum          |
| 1.34: ana : uerzaizokum : atu(---)         | 2.34: koitinakue : uiriraskum                         | 3.34: munika : ensikum : skirtunos     | 4.34: bilosban : betikum            |
| 1.35: sanion : baatokum                    | 2.35: likinos : ataiokum                              | 3.35: sekontios : uiriaskum            | 4.35: koitina : kankaikiskum        |
| 1.36: niskekue : babokum                   | 2.36: sa[c3/4]i kaburikum : memun(os)                 | 3.36: sura : suaikinokum               | 4.36: likinos : kuezontikum         |
| 1.37: biurtilaur : alaskum                 | 2.37: kares : +ruaku : korkos                         | 3.37: koitina : suoli+kum              | 4.37: munika : uerzaizokum          |
| 1.38: bini                                 | 2.38: to[..]r+tetokum : kekas : ko(---)               | 3.38: bilir+turtuntakue : telkaskum    | 4.38: terkinos : turanikum          |
| 1.39: rusku : uiriaskum : kentisku<e>      | 2.39: aureiaku                                        | 3.39: elu karbilikum                   | 4.39: teuzesi : kustikum            |
| 1.40: or++bilos : likinoskue               | 2.40: tuate+eskue : uiriaskum                         | 3.40: terkinos : atokum : launikue     | 4.40: kaukirino                     |
| 1.41: abo++kum                             | 2.41: burzu : babouikum                               | 3.41: mizuku : telkaskum               |                                     |
| 1.42: abu++akuiakue : araiokum             | 2.42: koitu : kuinikum : tirtunos                     | 3.42: melmantama : bentilikum          |                                     |
| 1.43: alu : aiukue : araiokum              | 2.43: [c5] : loukanikum : tirtunos                    | 3.43: markos : kalisokum               |                                     |
| 1.44: kalos : telkaskum                    | 2.44: toloku : kalisokum : atinos                     | 3.44: arkanta : toutinikum             |                                     |
| 1.45: elazuna : loukanikum                 | 2.45: tarkunbiur                                      | 3.45: tolokunos : ke(---) : kalisokum  |                                     |
| 1.46: mezukenos : loukanikum               | 2.46: bibalos : atokum : tirtano                      | 3.46: sura : ensikum : melman bi(---)? |                                     |
| 1.47: burzu : tirtobolokum                 | 2.47: sikeia : beteriskum                             | 3.47: usama : abaloskue : karunikum    |                                     |
| 1.48: sleitiu : makeskokum                 | 2.48: sekontios : turumokum : ultatun(os)             | 3.48: elazuna : balaisokum             |                                     |
| 1.49: iunsti+[.] : uiriaskum               | 2.49: tekos : konikum                                 | 3.49: likinos : turumokum : ti(---)    |                                     |
| 1.50: tioken+s : uiriaskum                 | 2.50: bartiltun : ekarbilos                           | 3.50: tueizunos : binis+kum            |                                     |
| 1.51: uiroku : turumokum                   | 2.51: munika elkuakue : koitinas                      | 3.51: bilonikos : ensikum              |                                     |
| 1.52: mizuku : retukenos : tirtanos        | 2.52: terkinos : toutinikum : leton(tunos)            | 3.52: ebursunos : mailikinokum         |                                     |
| 1.53: munikakue : uiriaskum                | 2.53: katunos : burikounikum                          | 3.53: arkanta : ailokiskum             |                                     |
| 1.54: burzu : atokum                       | 2.54: elazuna : ukulikum                              | 3.54: suros : alikum                   |                                     |
| 1.55: aualos : kortikos                    | 2.55: keka : kabelaikiskum                            | 3.55: ultinos : amakue : uiriaskum     |                                     |
| 1.56: amu : kankaikiskum                   | 2.56: munika : tolisokum : tirtun(os)                 | 3.56: babos : kentiskue : uiriaskum    |                                     |
| 1.57: kaiaitos : litukue : abokum          | 2.57: elazuna : ensikum : turo                        | 3.57: turaios : litanokum : kurmilokum |                                     |
| 1.58: aba : muturiskum                     | 2.58: sekonzos : bentikum                             | 3.58: launikue : uiriaskum             |                                     |
| 1.59: barnai : turumokum : tir(tun?)s      | 2.59: tokiosar : ensikum                              | 3.59: kari : uiriaskum                 |                                     |
| 1.60: mezukenos : abokum : turo            | 2.60: akuia : abokum : letontunos                     | 3.60: kuintitaku : mailikinokum        |                                     |

(Transcripció de Jordán, 2004)

## El quart bronze
El quart bronze de Botorrita (1994) té unes dimensions de 13,7 x 15,9 cm. i conté un text en llengua i escriptura celtibèrica (variant oriental) distribuït en deu línies a la cara A i vuit línies a la cara B. A diferència dels anteriors que han aparegut sencers, d'aquest bronze només es conserva un fragment de forma irregular. Va aparèixer en unes terres que s'havien transportat des de Botorrita a Jaulín (Saragossa), en raó a les obres d'una carretera i, per tant, no disposa de context arqueològic.
A.1. [---]tam : tirikantam : entorkue : toutam[---]
A.2. [---]: sua kombal[.]z : bouitos : ozeum : +[---]
A.3. [---]i : turuntas : tirikantos : kustai : bize+[---]
A.4. [---]a : karalom : aranti : otenei : ambi++[---]
A.5. [---]kom : atibion : taskue+[c3]a[+]s[---]
A.6. [---]kue : usimounei : [---]
A.7. [---]karalom : ios : lu[.]e[.]s[---]
A.8. [---][c2]oi+u[..]ti : esta[--]+[---]
A.9. [---]uta : +[c4][.]kue[---]
A.10. [---]ti[c2] n[.]e[---]
B.1. [---]e [c2] i[---]
B.2. [---]atuz : uta : e[---]
B.3. [---]isum : [c3]ti : +[---]
B.4. [---]++++olo+++ : iom : u[---]
B.5. [---]+[c3]toke+++ta : +ue : tizatuz[---]
B.6. [---][c2]l[c3]lez+l+toioan[---]
B.7. [---][c2]toruonti : stoteroi : tas[---]
B.8. [---]ko[c4]esusiomo++o+[c3][---]
(Transcripció de Jordán, 2004)